# Capsodes gothicus
Capsodes gothicus је врста стенице која припада фамилији Miridae.

## Распрострањење и станиште
Врста насељава Европу, а у Србији је честа врста. Насељава травната станишта (често се може срести на ливадама где има биљака из родова Galium, Hypericum, Epilobium, али и многих других).

## Опис
Тело је црне боје са наранџастим и беличастим шарама и прекривено је тамним длакама. На скутелуму се налази карактеристична наранџаста шара, као и светле шаре на спољашњим ивицама пронотума и абдомена. Глава је краћа него шира, антене су комплетно црне боје, а други антенални чланак је отприлике исте дужине као трећи и четврти чланак заједно. Дужина тела женки је од 5,8mm до 6,5mm, а мужјака од 6,3mm до 7mm.

## Биологија
Одрасле јединке почињу да се јављају већ у мају а бројније су током јуна и јула, отприлике до августа завршавају циклус развића. Врста презимљава у стадијуму јајета.

## Галерија
- одрасла јединка
- нимфа (млада јединка)
- одрасла јединка
- одрасла јединка
- нимфа (млада јединка)

## Синоними
- Cimex gothicus Linnaeus, 1758